# La donna selvaggia
La donna selvaggia è un'opera in due atti di Carlo Coccia, su libretto di Giuseppe Maria Foppa. Fu rappresentata per la prima volta il 24 giugno 1813 al Teatro San Benedetto di Venezia.

## Cast della prima assoluta
Gli interpreti della prima rappresentazione furono:
| Personaggio | Interprete         |
| ----------- | ------------------ |
| Ildebrando  | Domenico Vacani    |
| Matilde     | Marietta Marcolini |
| Gustavo     | Raffaele Monelli   |
| Adolfo      | Giuseppe Spirito   |
| Orantèo     | Paolo Rosich       |
| Irene       | Luttgard Annibaldi |
| Fermondo    | Giuseppe Barberi   |
| Gilberto    | Bertacchi          |

## Trama
La scena si finge nel Ducato di Spoleti, verso il 1300.

### Atto I
Matilde ha sposato lo straniero Ildebrando, che ora è convinto che la moglie lo tradisca. Il fratello di Matilde, Fermondo, intende muovere guerra al cognato poiché è contrario al matrimonio tra lui e Matilde.
Matilde deve subire la corte di Adolfo, un consigliere di Ildebrando, ma lo respinge perché vuole rimanere fedele al marito. Adolfo, irritato dal rifiuto di Matilde, riesce con un inganno a far credere a Ildebrando che sia la donna a corteggiarlo e non il contrario.
In seguito Adolfo introduce segretamente Fermondo in casa di Ildebrando, e lo fa incontrare con Matilde. Ildebrando li sorprende, ma Adolfo riesce a far fuggire Fermondo. Matilde rifiuta di rivelare chi era l'uomo misterioso che era con lei. Ildebrando, furioso, ordina al consigliere Gustavo di condurre Matilde in un luogo selvaggio nei pressi e ucciderla.
Ma poco dopo Ildebrando scopre la verità: sorprende Adolfo, che però riesce a fuggire, mentre cerca di introdursi nelle stanze di Matilde. Gilberto, un amico di Adolfo, rivela le macchinazioni di quest'ultimo e Ildebrando parte disperato alla ricerca di Gustavo prima che metta in atto il suo ordine.

### Atto II
Ma Gustavo, fidato confidente di Matilde, non ha affatto intenzione di ucciderla. Fa credere al terrorizzato Orantèo, che lo ha accompagnato, di averle tolto la vita, poi la nasconde in una caverna, coprendola di pelli perché deve portare con sé le sue vesti come prova dell'esecuzione.
Nei pressi della caverna hanno trovato rifugio anche Fermondo e Adolfo. Matilde li incontra e li segue. Fermondo e Adolfo si imbattono in Ildebrando, in cerca della moglie, e tentano di ucciderlo, ma è la stessa Matilde a salvarlo. Poi Matilde fugge, scambiata per una belva da Ildebrando, che è riuscito ad avere la meglio sugli assalitori.
Matilde viene scambiata per un animale feroce anche da un gruppo di cacciatori, che prendono a inseguirla. La situazione si risolve quando Matilde, ancora braccata dai cacciatori, giunge di nuovo nei pressi di Ildebrando ed è finalmente riconosciuta.
Ildebrando è felice di avere ritrovato la moglie della cui fedeltà non può più dubitare. Matilde chiede che Adolfo sia incarcerato ma che gli venga risparmiata la vita, e ottiene che tra Ildebrando e Fermondo regni finalmente la pace.

## Struttura musicale
- Sinfonia

### Atto I
- N. 1 - Introduzione Qual silenzio tetro è questo (Coro, Adolfo, Gustavo, Oranteo, Irene)
- N. 2 - Cavatina di Matilde Tenero amor
- N. 3 - Aria di Gustavo Giuro, che il core e il brando
- N. 4 - Quartetto Quel core è tiranno! (Ildebrando, Matilde, Gustavo, Adolfo)
- N. 5 - Aria di Oranteo Ah, Signore, andate via (Oranteo, Fermondo, Matilde)
- N. 6 - Duetto fra Ildebrando e Matilde Deciso già mi vedi
- N. 7 - Coro ed Aria di Ildebrando Oh come tacito - Ombre che v'aggirate (Coro, Ildebrando, Adolfo, Irene, Gilberto)

### Atto II
- N. 8 - Duetto fra Gustavo e Matilde Alma gioja il cor v'accenda
- N. 9 - Aria di Fermondo Non sempre amica sorte
- N. 10 - Aria di Matilde Se vita respiro
- N. 11 - Coro Ah Gustavo dov'è mai! (Coro, Irene, Gustavo)
- N. 12 - Duetto fra Gustavo ed Ildebrando Arbitro io son? Restate
- N. 13 - Aria di Ildebrando Là teco cimentarmi (Ildebrando, Fermondo, Coro, Adolfo)
- N. 14 - Finale II Tu mi stringi, e col pianto (Matilde, Ildebrando, Coro, Gustavo, Fermondo, Oranteo, Adolfo, Irene)